# H+

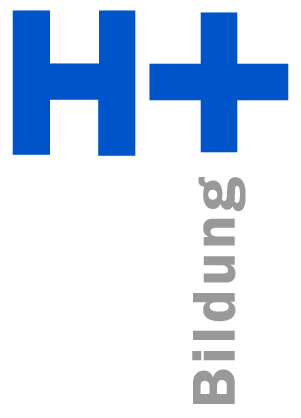
Firmenlogo H+ Bildung

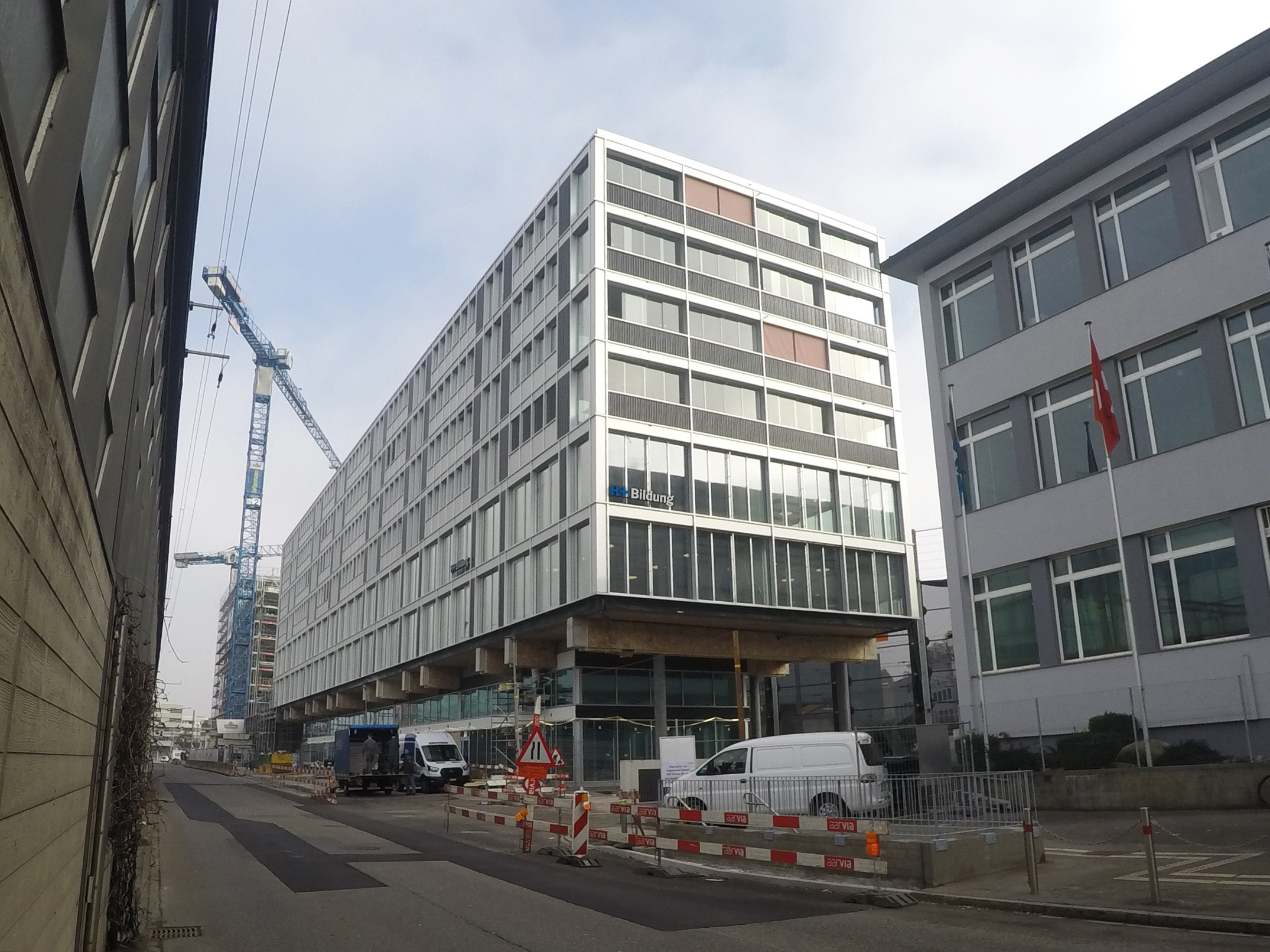
H+ Bildung befindet sich im Gebäude «Bahnhof Süd Aarau» an der Hinteren Bahnhofstrasse 32 in Aarau.

H+ ist der Dachverband der öffentlichen und privaten Schweizer Spitäler, Kliniken und Pflegeinstitutionen. Als nationaler Verband nimmt H+ die Interessen der Mitglieder als Leistungserbringer und Arbeitgeber wahr.

## Geschichte
Am 28. September 1930 wurde der Verband schweizerischer Krankenanstalten (VESKA) mit dem Zweck der «Förderung des schweizerischen Krankenhauswesens» in Aarau gegründet. In den Gründungsjahren gehörte dazu eine intensive Auseinandersetzung mit Tariffragen sowie Bemühungen um eine einheitliche Selbstkostenrechnung für die Mitglieder. Für Verbandstoff wurden VESKA-Normen erstellt und ein gemeinsamer Einkauf organisiert. Während der Kriegsjahre wurde zusammen mit dem Bund ein System zur Lebensmittelbewirtschaftung in den Spitälern betrieben.
1995 erhielt die Vereinigung im Rahmen einer Statutenrevision den heutigen Namen «H+ Die Spitäler der Schweiz» und 2001 wurde die Geschäftsstelle nach Bern verlegt. Das Bildungszentrum der Deutschschweiz «H+ Bildung» verblieb in Aarau. In der Westschweiz stellten H+, der Schweizer Berufsverband der Pflegefachfrauen und Pflegefachmänner SBK und das Schweizerische Rote Kreuz ihre Schulungszentren unter ein gemeinsames Dach, den «Espace Compétences» in Cully.

## H+ Bildung
H+ Bildung ist die Fach- und Führungsschule von H+ Die Spitäler der Schweiz (ehemals VESKA, Vereinigung Schweizerischer KrankenAnstalten).
Die Einstellung eines vollamtlichen Bildungsbeauftragten und das Angebot erster Führungs- und Fachkurse auf Deutsch und Französisch begannen bereits im Jahr 1974. Heute wirkt die ehemalige VESKA unter dem Namen «H+ Die Spitäler der Schweiz» mit Sitz in Bern und das Bildungszentrum Deutschschweiz als eigener Verein unter «H+ Bildung» in Aarau.
H+ Bildung erreicht jährlich mehr als 3000 Menschen mit seinen Seminarangeboten.
Seit März 2023 ist H+ Bildung im neuen Gebäudekomplex «Bahnhof Süd Aarau» zu finden.